# Noircissement des dents
Le noircissement des dents ou laquage des dents est la coutume de teindre les dents en noir. Elle était surtout pratiquée dans les cultures d'Asie du Sud-Est et d'Océanie, en particulier parmi les peuples austronésien, austroasiatique et kra-dai. Elle était également pratiquée au Japon (sous une forme plus ritualisée portant le nom de ohaguro お歯黒), en Inde, parmi les Shuar du nord du Pérou et de l'Équateur, et même en Russie.
Le noircissement des dents est généralement réalisé pendant la puberté. Il a été principalement conçu pour préserver les dents dans la vieillesse, car il empêche la carie dentaire d'une manière similaire au mécanisme des scellemments dentaires modernes. Il était considéré comme un signe de maturité, de beauté et de civilisation. Une croyance commune est que les dents noircies différencient les humains des animaux. Le noircissement est souvent réalisé en conjonction avec le limage des dents ou d'autres pratiques de modification corporelle comme le tatouage.
Le noircissement et le limage des dents étaient considérés avec fascination et désapprobation par les premiers explorateurs et colons européens. La pratique survit dans certains groupes ethniques isolés d'Asie du Sud-Est et d'Océanie, mais a quasiment disparu après l'introduction des normes de beauté occidentales dès l'époque coloniale,,.
Cette coutume est parfois confondue avec celle consistant à mâcher du bétel (sous forme de paan), ce qui rougit les dents. Mais cette pratique abîme les dents et les gencives, contrairement au noircissement.